# Diemaco C7

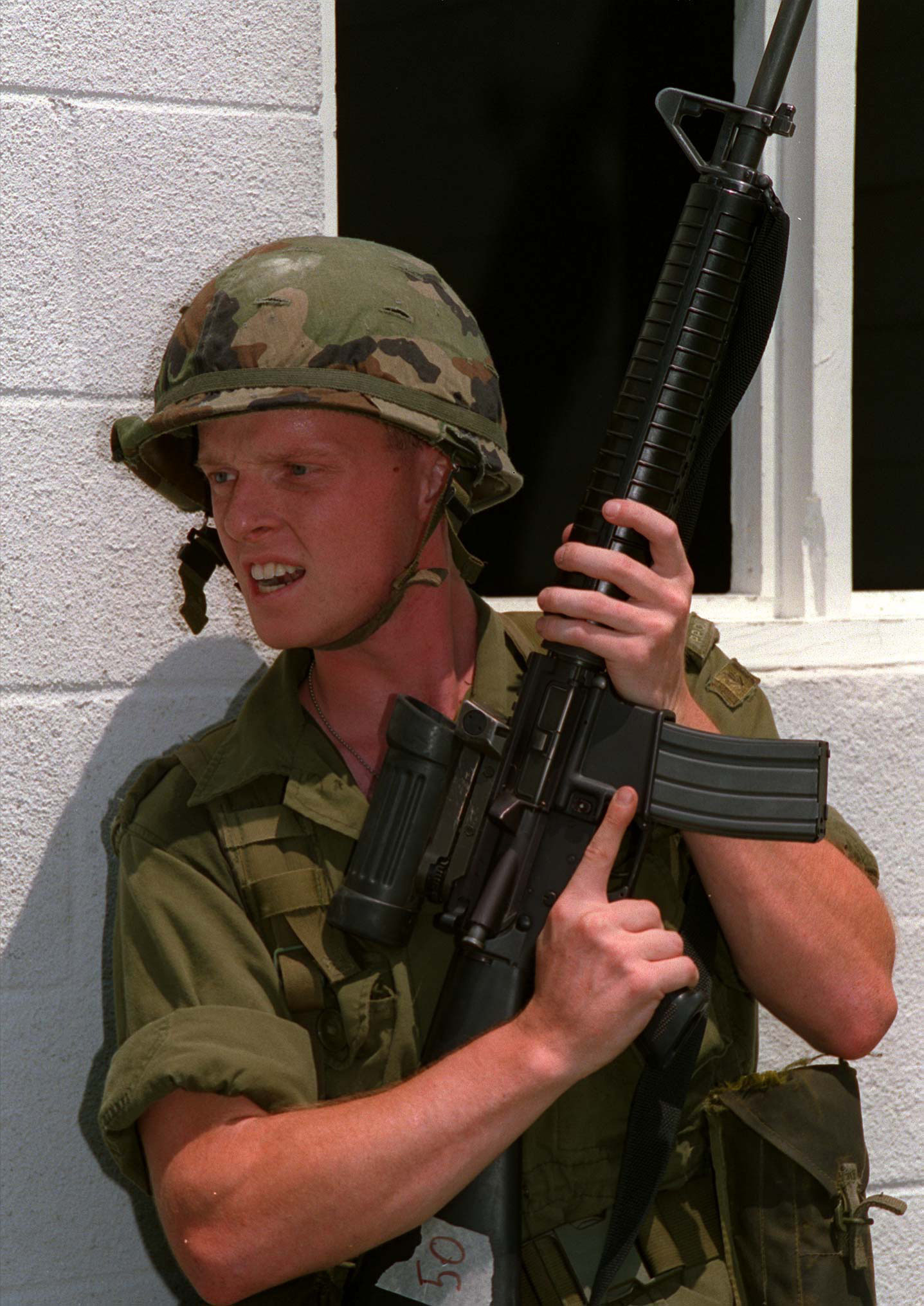
Kanadischer Soldat mit einem C7A1 (1996)

Das Diemaco C7 ist ein kanadisches Sturmgewehr, das auf dem US-amerikanischen M16 basiert und von Diemaco entwickelt wurde. Das Unternehmen wurde am 20. Mai 2005 von Colt erworben und in „Colt Canada“ umbenannt.

## Geschichte
Die Arbeiten am C7 fanden parallel zur Entwicklung des M16A2 von Colt statt. Ein kanadischer Verbindungsoffizier arbeitete zusammen mit den Marines im M16A1 Product Improvement Program und gab dabei Informationen an das Rifle Replacement Program Office weiter, das ein neues Sturmgewehr für die kanadischen Streitkräften entwickeln sollte.
Das daraus resultierende Gewehr ist dem M16A1E1 ähnlicher als das M16A2. Die ersten Versionen des C7 wurden von Colt für die kanadischen Streitkräfte gefertigt und wurden als Colt Model 715 bezeichnet. Spätere Versionen wurden von Diemaco entwickelt und gebaut, bis diese am 20. Mai 2005 von Colt erworben und in „Colt Canada“ umbenannt wurde. Seit 1994 wird noch eine kurzläufige Version unter der Bezeichnung C8 produziert, die auf dem Colt Model 653 basiert und einen 368 mm langen Lauf besitzt.

## Modellvarianten
- C7A1: Bei der Version C7A1 (Diemaco C7FT) wurde die offene Visierung des C7 durch eine Weaver-Schiene ersetzt. Da diese Ausführung vor der Picatinny-Schiene entwickelt wurde, unterscheiden sich beide im Detail. So sind die Abstände der Quernuten kleiner, auch ist die  Schiene niedriger, so dass das Originalvisier beibehalten werden konnte. Während der Entwicklung wurde die Schiene auf das Gehäuse geklebt, in der Produktion wurde Gehäuse und Schiene aus einem Stück geschmiedet.
- C7A2: Aus der Einsatzerfahrung in Afghanistan wurde das C7A1 überarbeitet: Neu sind die in vier Positionen teleskopierbare Schulterstütze, eine Dreifachschiene am Vorderschaft und die beidhändige Bedienbarkeit. Die Waffe wird standardmäßig in grünlicher Farbe ausgeliefert.
- C7CT: Designated Marksman Rifle mit zweistufigem Abzug und Gegengewicht in der Schulterstütze.
- C8A1: Beim C8A1 (Diemaco C8FT) wurde die Oberseite des Gehäuses überarbeitet, um das C79-Visier aufzunehmen.
- C8 SFW: Version für Spezialeinheiten mit längerem (410 mm), schweren Lauf zur Feuerunterstützung. Der Vorderschaft wurde zur Aufnahme eines AG36 verstärkt.
- C8FTHB: Sonderversion des C8 SFW für das Princess Patricia’s Canadian Light Infantry Regiment.
- C8CT: Designated Marksman Rifle mit zweistufigem Abzug und Gegengewicht in der Schulterstütze.
- C10: Übungsversion im Kaliber .22 lfB, nur Einzelschuss.
- LSW: Squad Automatic Weapon mit schwerem Lauf und vorderem Handgriff, nur Dauerfeuer.
- MRR: Modular Rail Rifle[2]

## Nutzer
- Afghanistan: Wurde übergangsweise von der Afghan National Army verwendet.
- Kanada: Ordonnanzwaffe
- Dänemark: Ersetzt das HK G3. Zulauf seit 1996 als M/95 und M/96. Seit 2004 auch die LSW-Version.
- Niederlande: Ordonnanzwaffe
- Vereinigtes Königreich: Bei den Streitkräften des Vereinigten Königreichs
- Ukraine: Es gab ukrainische Einheiten während des Kriegs in der Ukraine, die unter anderem mit verschiedenen Varianten des Gewehrs ausgestattet waren.[3]